# Universidade do Contestado
Universidade do Contestado (UnC) é uma instituição comunitária de educação superior do estado de Santa Catarina. Fundada em 1997, oferece 40 tipos de cursos de graduação, 85 cursos de especialização, 03 mestrados e 02 doutorados.

## Histórico
A Universidade do Contestado foi fundada em 1997, quando houve a união da Fundação Educacional do Alto Vale do Rio do Peixe (FEARPE), em Caçador, Fundação das Escolas do Planalto Catarinense (FUNPLOC), em Canoinhas, Fundação Educacional do Alto Uruguai Catarinense (FEAUC), em Concórdia, Fundação do Planalto Central Catarinense (FEPLAC), em Curitibanos e Fundação Educacional do Norte Catarinense (FUNORTE), em Mafra, em torno de uma única instituição.
A UnC foi reconhecida em 21 de outubro de 1997 (Parecer 42/97-CEE), e instalada oficialmente pelo Governo do Estado em 3 de dezembro de 1997 (Parecer 246/97-CEE). Sua designação é uma homenagem à região do Contestado.
Em outubro de 2009, foi anunciado o desmembramento do campus de Caçador, que passou a se chamar UNIARP (Universidade do Alto Vale do Rio do Peixe). Os demais campi unificaram-se tanto na parte administrativa quanto acadêmica, sendo mantidos pela FUnC (Fundação Universidade do Contestado).
Em 2017 a Universidade do Contestado recebeu autorização para oferecer o curso de graduação em Medicina no Campus de Mafra, uma conquista para a universidade e para o desenvolvimento da região 
Também em 2017, o curso de Mestrado em Desenvolvimento Regional ofertado no campus de Canoinhas recebeu a nota 4 da CAPES, abrindo a possibilidade para a oferta de Doutorado pela universidade.

## Cursos de Graduação Presencial[4]

### Campus Canoinhas
- Administração
- Agronegócio e Agropecuária
- Análise de dados e Sistemas Inteligentes
- Biomedicina
- Ciências Contábeis
- Design Gráfico e de Produto
- Direito
- Engenharia Civil
- Engenharia de Produção
- Engenharia Elétrica
- Engenharia Florestal
- Farmácia
- Licenciatura em Pedagogia
- Medicina Veterinária
- Optometria
- Psicologia

### Campus Concórdia
- Administração
- Análise de dados e Sistemas Inteligentes
- Ciências Biológicas – Bacharelado
- Design Gráfico e de Produto
- Direito
- Educação Física – Bacharelado
- Educação Física – Licenciatura
- Enfermagem
- Engenharia Ambiental e Sanitária
- Engenharia Civil
- Engenharia de Software
- Farmácia
- Fisioterapia
- Letras (Língua Portuguesa e Respectivas Literaturas)
- Licenciatura em Matemática
- Licenciatura em Pedagogia
- Marketing e Negócios Digitais
- Odontologia
- Psicologia

### Campus Curitibanos
- Administração
- Arquitetura e Urbanismo
- Ciências Contábeis
- Direito
- Educação Física – Bacharelado
- Educação Física – Licenciatura
- Engenharia Civil
- Engenharia de Controle e Automação
- Licenciatura em Matemática
- Licenciatura em Pedagogia

### Mafra
- Administração
- Agronegócio e Agropecuária
- Análise de dados e Sistemas Inteligentes
- Arquitetura e Urbanismo
- Biocombustíveis
- Biomedicina
- Ciências Biológicas – Bacharelado
- Ciências Biológicas – Licenciatura
- Ciências Sociais
- Design Gráfico e de Produto
- Direito
- Educação Física – Bacharelado
- Educação Física – Licenciatura
- Enfermagem
- Engenharia Civil
- Engenharia de Software
- Farmácia
- Fisioterapia
- História
- Letras (Língua Portuguesa e Respectivas Literaturas)
- Licenciatura em História
- Licenciatura em Matemática
- Licenciatura em Pedagogia
- Medicina
- Psicologia
- Tecnologia em Viticultura e Enologia

### Campus Porto União
- Ciência da Computação
- Direito
- Educação Física - Licenciatura
- Música
- Psicologia

### Campus Rio Negrinho
- Administração
- Agronegócio e Agropecuária
- Análise de dados e Sistemas Inteligentes
- Design Gráfico e de Produto
- Direito
- Matemática - Segunda Licenciatura
- Pedagogia
- Psicologia

## Ensino a Distância
- Administração
- Ciências Contábeis
- Educação Especial
- História
- Jornalismo
- Letras
- Pedagogia
- Publicidade e Propaganda
- Tecnologia em Gestão de Recursos Humanos

## MESTRADOS
- Programa de Mestrado em Desenvolvimento Regional;

- Programa de Mestrado Profissional em Engenharia Civil, Sanitária e Ambiental;
- Programa de Mestrado Profissional em Administração

## DOUTORADOS
- Programa de Doutorado em Desenvolvimento Regional
- Programa de Doutorado em Ciências Contábeis e Administração

## Características
- Processo de Seleção: Vestibular Digital, Vestibular ACAFE e nota do ENEM
- Bolsas:

Estudo: ART. 170, ART. 171/FUMDES, 
Iniciação científica: PIBIC/CNPq, PIBITI/CNPq, PIBITI FUNTTEL/CNPq
Extensão: ART. 171/FUMDES
Pesquisa: FAP – UnC
- Campi: Canoinhas, Concórdia, Curitibanos, Mafra, Porto União, e Rio Negrinho.
- Núcleos EAD: Canoinhas, Concórdia, Curitibanos, Mafra, Porto União, Rio Negrinho, Balneário Camboriú, Blumenau, Campos Novos, Chapecó, Florianópolis, Lages, Tijucas, São Francisco do Sul, São João Batista